# Guitar Hero
Guitar Hero (englisch für „Gitarrenheld“) ist eine Videospielserie aus dem Bereich der Musikspiele. Hierbei soll der Nutzer versuchen, während des Spiels zu hörende Musikstücke auf einem speziellen gitarrenförmigen Gamecontroller möglichst authentisch nachzuspielen, indem er auf entsprechende Knöpfe des Controllers drückt.
Das Spielkonzept und die ersten beiden Teile wurden von Harmonix Music Systems entwickelt und von RedOctane veröffentlicht. 2007 wurden die Rechte an der Reihe von Activision erworben. Ab Guitar Hero III: Legends of Rock wurden alle Fortsetzungen des Spiels vom hauseigenen Entwicklerstudio Neversoft entwickelt.
Im Februar 2011 gab Activision bekannt, vorerst die Produktion einzustellen, da aufgrund gesunkener Verkaufszahlen die Entwicklung und Produktion der Spiele defizitär geworden ist.
Am 20. März 2014 teilten die Entwickler mit, dass die kostenpflichtigen Zusatz-Inhalte aus sämtlichen Online-Stores entfernt und somit nicht mehr erwerbbar sind. Bereits gekaufte Inhalte sind davon nicht betroffen und können weiterhin benutzt werden.

## Spielkonzept

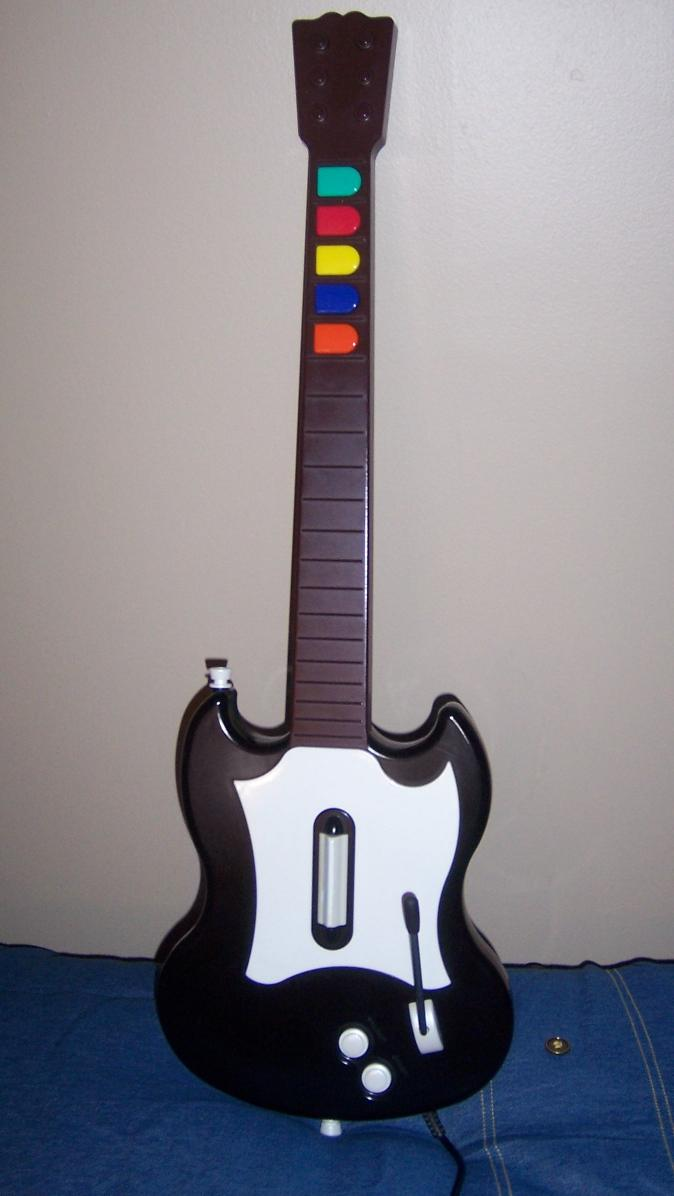
Der mitgelieferte Gitarrencontroller des ersten Teils von Guitar Hero für die PlayStation 2. Eine Nachbildung der Gibson SG im Maßstab 3:4.

Nachdem der Spieler einen Song ausgewählt hat, wird dieser nicht nur akustisch wiedergegeben, sondern es erscheinen auf dem Bildschirm der Spielkonsole auf einer Art Leiste, dem sogenannten Highway, der den Gitarrenhals mit den einzelnen Saiten darstellen soll, die zu spielenden Töne.
Der Benutzer kann dazu mit einem mitgelieferten Gitarren-Controller spielen, der bei Guitar Hero 1 und 2 einer Gibson SG und bei Guitar Hero 3 einer Gibson Les Paul nachgebildet ist. Dieser Gitarren-Controller simuliert eine echte Gitarre mit fünf verschiedenfarbigen Knöpfen als Bünde, einer Art Kippschalter (Strum Bar) zum Anschlagen der Saiten und einem Tremolo (Whammy Bar). Während des Spielens müssen die richtigen Knöpfe am Gitarrenhals zum richtigen Zeitpunkt gedrückt (gehalten) und gleichzeitig die „Saiten“ am Corpus mit der anderen Hand geschlagen werden. Dabei wird um Punkte und die Gunst des Publikums gespielt.
Es existiert ein Karrieremodus, bei dem man sich mit seiner eigenen Band von unten „hochspielt“. Erfolgreiche Gigs werden, je nach Leistung, die davon abhängt, wie viele Punkte man erspielt hat, mit virtuellem Geld belohnt, von dem in einem „Laden“ neue Gitarren, Kostüme, Videos, Lieder usw. gekauft werden können. Schafft man es, durch gekonntes Gitarrenspiel seine Star-Power-Leiste aufzuladen, kann man die Gitarre (die im Inneren Sensoren enthält) nach oben reißen und einen vorübergehenden, besonders punkteergiebigen und publikumsbetörenden Modus aktivieren. Die Gitarren für Guitar Hero gibt es in verschiedenen Formen und Farben.
Die Spiele selbst bieten einen einstellbaren Schwierigkeitsgrad, der sich durch die Menge und Geschwindigkeit der zu spielenden Noten sowie das Spektrum an Tönen unterscheidet: Muss man als Anfänger nur die grüne, rote und gelbe Tasten benutzen, kommen mit steigendem Schwierigkeitsgrad erst die blaue und dann die orangefarbene hinzu. Um von Grün bis Orange alle Noten zu erreichen, ist es nötig, die Hand am Gitarrenhals leicht zu verschieben, was die Handhabung zusätzlich erschwert. Die Präsentation bietet einen rockigen Comiclook mit verschiedenen Charakteren, die auf einer Bühne (anfangs in modrigen Kellern vor einer Handvoll Menschen, später in vollen Stadien) musizieren. Die Ladebildschirme bieten Tipps und Anekdoten, wie
- „Deine Mama zählt nicht als Fan!“,
- „Lass dir vom Sänger nicht die Show stehlen! Sänger sind Egomanen.“,
- „Ihr braucht einen Kühlschrank im Proberaum! Das ist wichtiger als ein Bassist!“ oder
- „Schmeiß deine Unterwäsche auf die Bühne! Ach warte, du bist noch nicht volljährig.“

Bei manchen Songs sind bekannte Rockstars wie Ozzy Osbourne oder Carlos Santana in animierter Form zu sehen.

## Hauptserie

### Guitar Hero
Das Original-Guitar-Hero wurde von Harmonix Music Systems entwickelt und Ende 2005 für die PlayStation 2 veröffentlicht. Der Videospiele-Entwickler Harmonix zeichnete bereits zuvor für einige Musikspiele für die PS2 verantwortlich, wie FreQuency und Amplitude. Beide Spiele, denen der große Verkaufserfolg verwehrt blieb, wurden von Kritikern und Fachpresse gelobt. Die Möglichkeit, den Controller wie ein Musikinstrument zu benutzen, war bereits in diesen Spielen vorhanden.
Nach der Veröffentlichung erhielt das Spiel Auszeichnungen für die spielerische Innovation und den Soundtrack und wurde zum Verkaufserfolg. Das Spiel enthielt 47 Rock- und Metal-Lieder verschiedener Stilrichtungen und Epochen von größtenteils populären Interpreten, wobei einige Lieder aufgrund von Lizenzkonflikten mit der Musikindustrie als Coverversionen im Spiel zu finden sind.
| 1. Opening Licks - I Love Rock ’n’ Roll – Joan Jett & the Blackhearts - I Wanna Be Sedated – The Ramones - Thunder Kiss '65 – White Zombie - Smoke on the Water – Deep Purple - Infected – Bad Religion | 2. Axe-Grinders - Iron Man – Black Sabbath - More Than a Feeling – Boston - You’ve Got Another Thing Comin – Judas Priest - Take Me Out – Franz Ferdinand - Sharp Dressed Man – ZZ Top  | 3. Thrash and Burn - Killer Queen – Queen - Hey You – The Exies - Stellar – Incubus - Heart Full of Black – Burning Brides - Symphony of Destruction – Megadeth                           |
| 4. Return of the Shred - Ziggy Stardust – David Bowie - Fat Lip – Sum 41 - Cochise – Audioslave - Take It Off – The Donnas - Unsung – Helmet (Band)                                                     | 5. Fret-Burners - Spanish Castle Magic – Jimi Hendrix - Higher Ground – Red Hot Chili Peppers - No One Knows – Queens of the Stone Age - Ace of Spades – Motörhead - Crossroads – Cream | 6. Face-Melters - Godzilla – Blue Öyster Cult - Texas Flood – Stevie Ray Vaughan - Frankenstein – The Edgar Winter Group - Cowboys from Hell – Pantera - Bark at the Moon – Ozzy Osbourne |

- Fire It Up – Black Label Society
- Cheat on the Church – Graveyard BBQ (Sieger des Be a Guitar Hero-Wettbewerbs)
- Caveman Rejoice – The Bags
- Eureka, I’ve Found Love – The Upper Crust
- All of This – Shaimus
- Behind the Mask – Anarchy Club
- The Breaking Wheel – Artillery (heute Breaking Wheel)
- Callout – The Acro-brats
- Decontrol – Drist
- Even Rats – The Slip
- Farewell Myth – Made in Mexico
- Fly on the Wall – Din
- Get Ready 2 Rokk – Freezepop
- Guitar Hero – Monkey Steals The Peach
- Hey – Honest Bob and the Factory-to-Dealer Incentives
- Sail Your Ship By – Count Zero
- Story of My Love – The Model Sons

### Guitar Hero II
Aufgrund des Erfolgs des ersten Teiles erschien bereits kurz darauf der Nachfolger Guitar Hero II. Dieses Spiel gleicht dem Vorgänger und bietet nun einen Trainingsmodus und einen Mehrspieler-Modus, wobei ein Gitarren-Duett gespielt werden kann oder ein Spieler Gitarre und der andere Bass spielt. Im Spiel selbst befinden sich 64 neue Lieder. Nach der PS2-Fassung erschien später eine erweiterte Umsetzung für die Xbox 360, die einen eigenen Gitarren-Controller, diesmal im Aussehen der Gibson Explorer, erhielt. Diese beinhaltet einige Lieder exklusiv. Zusätzlich ist es möglich, einige Lieder des ersten Guitar Hero für einen Betrag über Xbox Live herunterzuladen. Es gibt bisher vier Guitar Hero Track Packs mit jeweils drei Liedern, die pro „Pack“ 500 Microsoft Points (entspricht 6 Euro) kosten.
| 1. Opening Licks - Shout at the Devil – Mötley Crüe - Mother – Danzig - Surrender – Cheap Trick - Woman – Wolfmother - Tonight I’m Gonna Rock You Tonight – Spinal Tap                                             | 2. Amp-Warmers - Strutter – Kiss - Heart-Shaped Box – Nirvana - Message in a Bottle – The Police - You Really Got Me – Van Halen - Carry On My Wayward Son – Kansas              | 3. String-Snappers - Monkey Wrench – Foo Fighters - Them Bones – Alice in Chains - Search and Destroy – Iggy Pop und The Stooges - Tattooed Love Boys – The Pretenders - War Pigs – Black Sabbath    |
| 4. Thrash and Burn - Cherry Pie – Warrant - Who Was in My Room Last Night? – Butthole Surfers - Girlfriend – Matthew Sweet - Can’t You Hear Me Knocking – The Rolling Stones - Sweet Child o’ Mine – Guns n’ Roses | 5. Return of the Shred - Killing in the Name – Rage Against the Machine - John the Fisherman – Primus - Freya – The Sword - Bad Reputation – Thin Lizzy - Last Child – Aerosmith | 6. Relentless Riffs - Crazy on You – Heart - Trippin' on a Hole in a Paper Heart – Stone Temple Pilots - Rock This Town – Stray Cats - Jessica – The Allman Brothers Band - Stop! – Jane’s Addiction |
| 7. Furious Fretwork - Madhouse – Anthrax - Carry Me Home – The Living End - Laid to Rest – Lamb of God - Psychobilly Freakout – The Reverend Horton Heat - YYZ – Rush                                              | 8. Face-Melters - Beast and the Harlot – Avenged Sevenfold - Institutionalized – Suicidal Tendencies - Misirlou – Dick Dale - Hangar 18 – Megadeth - Free Bird – Lynyrd Skynyrd  | |

- Raw Dog – The Last Vegas (Sieger des Be a Guitar Hero-Wettbewerbs)
- Arterial Black – Drist
- Collide – Anarchy Club
- Elephant Bones – That Handsome Devil
- Fall of Pangea – Valient Thorr
- FTK – Vagiant
- Gemini – Brian Kahanek
- Push Push (Lady Lightning) – Bang Camaro
- Laughtrack – The Acro-brats
- Less Talk More Rokk – Freezepop
- Jordan – Buckethead
- Mr. Fix-it – The Amazing Royal Crowns
- The New Black – Every Time I Die
- One for the Road – Breaking Wheel
- Parasite – The Neighborhoods
- Radium Eyes – Count Zero
- Red Lottery – Megasus
- Six – All That Remains
- Soy Bomb – Honest Bob and the Factory-to-Dealer Incentives
- The Light That Blinds – Shadows Fall
- Thunderhorse – Dethklok
- Trogdor – Strong Bad
- X-Stream – Voivod
- Yes We Can – Made in Mexico

- Possum Kingdom – Toadies
- Billion Dollar Babies – Alice Cooper
- Hush – Deep Purple
- Rock and Roll Hoochie Koo – Rick Derringer
- Dead! – My Chemical Romance
- Salvation – Rancid
- Life Wasted – Pearl Jam
- The Trooper – Iron Maiden
- Kicked to the Curb
- Drink Up

### Guitar Hero III: Legends of Rock
Guitar Hero 3: Legends of Rock fügt erstmals einen Koop-Karriere-Modus hinzu, bei dem gemeinsam eine leicht veränderte Setlist gespielt werden konnte. Beim ebenfalls neuen „Battle“-Modus muss mit verschiedenen Power-Ups, die es dem Gegner erschweren, die Noten zu treffen, ein Gegenspieler bekämpft werden.
Für diesen Teil der Serie wurden erstmals zwei prominente Musiker eingebunden, die sowohl als Charaktere spielbar sind, als auch in einem Duell gegen den Spieler selbst antreten. Es handelt sich hierbei um Tom Morello von Rage Against the Machine, sowie Slash, den ehemaligen Gitarristen von Guns n’ Roses. Im Jahr 2010 verklagte Slashs ehemaliger Bandkollege Axl Rose Activision auf insgesamt 20 Millionen Dollar Schadensersatz, da er mit Activision vor Erscheinen des Spiels verhandelt habe, dass Slash nicht im Spiel auftauchen dürfe.
Dem Spieler stehen über 70 Titel zum Spielen bereit, welche sich durch Bonuskontent erweitern lassen. Diese Möglichkeit steht Inhabern einer PlayStation 3 sowie Xbox 360 gegen Entgelt zur Verfügung. Musiklabels und Verlage beklagen allerdings, dass die erzielten Einnahmen aus dem Onlineshop an ihnen vorbeifließen. Der Grund ist, dass Activision die Verträge direkt mit den Musikern/Managern der Musiker abschließt, und dort wird ein Song in Guitar Hero als Promotionmaßnahme bewertet. Musiklabels und Verlage haben es schlicht versäumt sich die Verwertungsrechte an der Musik für die Nutzung „Computer und Videospiele“ zu sichern und versuchen dies in den zukünftigen Verträgen (360-Grad-Verwertung / 350-Grad-Verträge) nachzuverhandeln.
Das Spiel wurde von Neversoft für die Plattformen Playstation 3, Xbox 360, Wii und erstmals auch für den PC bzw. Mac entwickelt.
Für die PC- und Mac-Portierung zeigen sich die Entwickler von Aspyr verantwortlich.
Durch die Fusion von Activision mit der Spiele-Software-Sparte von Vivendi zu Activision Blizzard profitieren die Guitar-Hero-Spiele vom umfangreichen Musikkatalog der Vivendi-Tochter Universal Music Group.
Während der Consumer Electronics Show 2009 hat Activision-Chef Mike Griffith bekannt gegeben, dass Guitar Hero 3: Legends of Rock bisher mehr als 1 Milliarde US-Dollar Umsatz weltweit erzielt hat. Dabei handelt es sich um das erste Spiel, das diese Marke überschreitet.
| 1. Starting Out Small - Slow Ride – Foghat - Talk Dirty to Me – Poison - Hit Me with Your Best Shot – Pat Benatar - Story of My Life – Social Distortion - Rock and Roll All Nite – Kiss (Zugabe) - Sabotage – Beastie Boys (Co-op Zugabe)         | 2. Your First Real Gig - Mississippi Queen – Mountain - School’s Out – Alice Cooper - Sunshine of Your Love – Cream - Barracuda – Heart - Guitar Battle Vs. Tom Morello - Bulls on Parade – Rage Against the Machine (Zugabe) - Reptilia – The Strokes (Co-op Zugabe)          | 3. Making the Video - When You Were Young – The Killers - Miss Murder – AFI - The Seeker – The Who - Lay Down – Priestess - Paint It, Black – The Rolling Stones (Zugabe) - Suck My Kiss – Red Hot Chili Peppers (Co-op Zugabe)                        |
| 4. European Invasion - Paranoid – Black Sabbath - Anarchy in the U.K. – Sex Pistols - Kool Thing – Sonic Youth - My Name Is Jonas – Weezer - Even Flow – Pearl Jam (Zugabe) - Cities on Flame with Rock and Roll - Blue Öyster Cult (Co-Op Zugabe) | 5. Bighouse Blues - Holiday in Cambodia – Dead Kennedys - Rock You Like a Hurricane – Scorpions - Same Old Song and Dance – Aerosmith - La Grange – ZZ Top - Guitar Battle Vs. Slash - Welcome to the Jungle – Guns n’ Roses (Zugabe) - Helicopter – Bloc Party (Co-op Zugabe) | 6. The Hottest Band on Earth - Black Magic Woman – Santana - Cherub Rock – The Smashing Pumpkins - Black Sunshine – White Zombie - The Metal – Tenacious D - Pride and Joy – Stevie Ray Vaughan (Zugabe) - Monsters – Matchbook Romance (Co-op Zugabe) |
| 7. Live in Japan - Before I Forget – Slipknot - Stricken – Disturbed - 3’s & 7’s – Queens of the Stone Age - Knights of Cydonia – Muse - Cult of Personality – Living Colour (Zugabe)                                                              | 8. Kämpfe um deine Seele - Raining Blood – Slayer - Cliffs of Dover – Eric Johnson - The Number of the Beast – Iron Maiden - One – Metallica - Guitar Battle Vs. Lou – The Devil Went Down to Georgia (Metal Version) – Steve Ouimette                                         | |

- Avalancha – Héroes del Silencio
- Can’t Be Saved – Senses Fail
- Closer – Lacuna Coil
- Don’t Hold Back – The Sleeping
- Down 'N Dirty – LA Slum Lords
- F.C.P.R.E.M.I.X. – The Fall of Troy
- Generation Rock – Revolverheld
- Go That Far – Bret Michaels Band
- Hier kommt Alex – Die Toten Hosen
- I’m in the Band – The Hellacopters
- Impulse – An Endless Sporadic
- In the Belly of a Shark – Gallows
- In Love – Scouts of St. Sebastian
- Mauvais Garçon – Naast
- Metal Heavy Lady – Lions
- Minus Celsius – Backyard Babies
- My Curse – Killswitch Engage
- Nothing for Me Here – Dope
- Prayer of the Refugee – Rise Against
- Radio Song – Superbus
- Ruby – Kaiser Chiefs
- She Bangs the Drums – The Stone Roses
- Take This Life – In Flames
- The Way It Ends – Prototype
- Through the Fire and Flames – DragonForce

| Boss Battle Track Pack - Tom Morello Guitar Battle by Tom Morello - Slash Guitar Battle by Slash - The Devil Went Down to Georgia as made famous by The Charlie Daniels Band | Dropkick Murphys Track Pack (Aktionspack – nicht mehr verfügbar) - Famous for Nothing by Dropkick Murphys - (F)lannigan’s Ball by Dropkick Murphys - Johnny, I Hardly Knew Ya by Dropkick Murphys | Def Leppard Track Pack - Nine Lives by Def Leppard - Photograph by Def Leppard - Rock of Ages by Def Leppard                       |
| Modern Metal Track Pack - The Arsonist by Thrice - Hole in the Earth by Deftones - Almost Easy by Avenged Sevenfold                                                          | No Doubt Track Pack - Don’t Speak by No Doubt - Excuse Me Mr. by No Doubt - Sunday Morning by No Doubt                                                                                            | Classic Rock Track Pack - Peace of Mind by Boston - Juke Box Hero by Foreigner - Any Way You Want It by Journey                    |
| Foo Fighters-Pack - All My Life – by Foo Fighters - The Pretender – by Foo Fighters - This Is a Call – by Foo Fighters                                                       | Velvet Revolver-Pack - She Builds Quick Machines – by Velvet Revolver - Slither – by Velvet Revolver - Messages – by Velvet Revolver                                                              | Warner/Reprise Track-Pack - No More Sorrow – by Linkin Park - Sleeping Giant – by Mastodon - Pretty Handsome Awkward – by The Used |
| Muse-Pack - Exo-Politics – Muse - Supermassive Black Hole – Muse - Stockholm Syndrome – Muse                                                                                 | | |

- Carcinogen Crush – AFI
- Tina – Flyleaf
- Putting Holes in Happiness – Marilyn Manson
- Halo Theme (Xbox 360 exklusiv)
- God-of-War-Theme „The End Begins (To Rock)“ (Playstation 3 exklusiv)
- Ernten was wir säen – Die Fantastischen Vier (geschnitten an drei Textstellen) – 200 Microsoft Points
- So Payaso – Extremoduro – 200 Microsoft Points
- Antisocial – Trust – 200 Microsoft Points
- We Three Kings – Steve Ouimette – kostenlos
- Dream On – Aerosmith (Aktionslied – nicht mehr verfügbar)
- I Am Murloc – Level 70 Elite Tauren Chieftain (Hausband Blizzard Entertainment)

### Guitar Hero: World Tour
Der vierte Teil der Hauptreihe, Guitar Hero World Tour, bietet die Möglichkeit, neben Gitarre und Bass auch Schlagzeug zu spielen, sowie zu singen. Passende neue Controller (Schlagzeug, Mikrofon) sind verfügbar. Des Weiteren ist ein umfangreicher Charakter-Editor (Personalisierung der Spielfigur) integriert.
Der Online-Modus ist im Vergleich zum Vorgänger stark erweitert: Nun können Mitglieder für eine virtuelle Band online gefunden werden oder zwei Gruppen gegeneinander antreten.
Die Titelliste umfasst in dieser Ausgabe 86 Songs.
| USA – Phi Psi Kappa - Livin’ on a Prayer – Bon Jovi - About a Girl (Unplugged) – Nirvana - Mountain Song – Jane’s Addiction                                                                                             | Schweden – Wilted Orchid - Beautiful Disaster – 311 - Obstacle 1 – Interpol - The One I Love – R.E.M. | Polen – Bone Church - Some Might Say – Oasis - Today – Smashing Pumpkins - What I’ve Done – Linkin Park |
| Hongkong – Pang Tang Bay - Band on the Run – Wings - You’re Gonna Say Yeah! – HushPuppies - Up Around the Bend – Creedence Clearwater Revival - No Sleep Till Brooklyn – Beastie Boys                                   | Los Angeles – Amoeba Records - The Joker – Steve Miller Band - Freak on a Leash – Korn - Misery Business – Paramore - Hotel California – Eagles | USA – Tool - Parabola – Tool - Schism – Tool - Vicarious – Tool |
| Louisiana – Swamp Shack - Eye of the Tiger – Survivor - Spiderwebs – No Doubt - One Way or Another – Blondie - Do It Again – Steely Dan - Zakk Wylde’s Original Guitar Duel Recording - Stillborn – Black Label Society | Der Pazifik – Rock Brigade - The Middle – Jimmy Eat World - Hey Man, Nice Shot – Filter - Feel the Pain – Dinosaur Jr. - Dammit – Blink-182 - Everlong – Foo Fighters                                                                                        | Kentucky – Strutter’s Farm - Heartbreaker – Pat Benatar - American Woman – The Guess Who - Ramblin’ Man – The Allman Brothers Band - Go Your Own Way – Fleetwood Mac - Ted Nugent’s Original Guitar Duel Recording - Stranglehold – Ted Nugent |
| Los Angeles – House of Blues - L’Via L’Viaquez – Mars Volta - Kick Out the Jams – MC5’s Wayne Kramer - Santeria – Sublime - On the Road Again (Live) – Willie Nelson - Love Me Two Times – The Doors                    | Tahiti – Ted’s Tiki Hut - Monsoon – Tokio Hotel - Aggro – The Enemy - Rooftops (A Liberation Broadcast) – Lostprophets - Good God – Anouk - One Armed Scissor – At the Drive-In                                                                              | England – Will Heilm’s Keep - The Kill – 30 Seconds to Mars - Shiver – Coldplay - Rebel Yell – Billy Idol - Demolition Man (Live) – Sting - Beat It – Michael Jackson                                                                          |
| Kanada – Recording Studio - Lazy Eye – Silversun Pickups - Too Much, Too Young, Too Fast – Airbourne - Float On – Modest Mouse - Nuvole e Lenzuola – Negramaro - Pretty Vacant – Sex Pistols                            | San Francisco – AT&T Park - Are You Gonna Go My Way – Lenny Kravitz - Sweet Home Alabama (Live) – Lynyrd Skynyrd - Assassin – Muse - Escuela De Calor – Radio Futura - The Wind Cries Mary – Jimi Hendrix - Purple Haze (Live) – The Jimi Hendrix Experience | Australien – Tesla’s Coil - Toy Boy – Stuck In The Sound - Hail to the Freaks – Beatsteaks - Vinternoll2 – Kent - Hollywood Nights – Bob Seger & The Silver Bullet Band - Soul Doubt – NOFX                                                    |
| Deutschland – Ozzfest - Love Removal Machine – The Cult - Our Truth – Lacuna Coil - Antisocial – Trust - Prisoner of Society – The Living End - Mr. Crowley – Ozzy Osbourne - Crazy Train – Ozzy Osbourne               | New York – Times Square - Re-Education Through Labor – Rise Against - La Bamba – Los Lobos - Scream Aim Fire – Bullet for My Valentine - Overkill – Motörhead - Trapped Under Ice – Metallica - B.Y.O.B. – System of a Down - Hot for Teacher – Van Halen    | Asgard – Sunna’s Chariot - Love Spreads – The Stone Roses - Never Too Late – The Answer - Weapon of Choice – Black Rebel Motorcycle Club - Pull Me Under – Dream Theater - Satch Boogie – Joe Satriani                                         |

| Acoustic Track Pack - Drive – Incubus - New Slang – The Shins - Wonderwall – Ryan Adams                                                                             | Australian Rock Track Pack - Dimension – Wolfmother - Outtathaway! – The Vines - Tomorrow – Silverchair                                | Classic Rock Track Pack - Hot Blooded – Foreigner - Jessie’s Girl – Rick Springfield - Rock and Roll Band – Boston           | Country Rock Track Pack - Hillbilly Deluxe – Brooks & Dunn - Me and My Gang – Rascal Flatts - Ticks – Brad Paisley                                |
| European Track Pack 01 - ’54, ’74, ’90, 2010 – Sportfreunde Stiller - Dis-Moi – BB Brunes - Mama Mae – Negrita                                                      | European Track Pack 02 - Degenerated – Backyard Babies - Johnny – Di-Rect - Por La Boca Vive El Pez – Fito & Fitipaldis                | European Track Pack 03 - Break It Out – Sky - C’est Comme Ça – Les Rita Mitsouko - In the Shadows – The Rasmus               | European Track Pack 04 - Carolina – M Clan - Hier kommt Alex – Die Toten Hosen - What Have You Done – Within Temptation                           |
| Hard Rock Track Pack - Because of You – Nickelback - Light It Up – Rev Theory - Use Me – Hinder                                                                     | Reggae Rock Track Pack - Jimi – Slightly Stoopid - Sacrifice – Expendables - Your Face – Pepper                                        | Southern Rock Track Pack - Black Betty – Ram Jam - Commotion – Creedence Clearwater Revival - Gimme All Your Lovin’ – ZZ Top | Travis Barker Track Pack - Low (Travis Barker Remix) – Flo Rida ft. T-Pain - Lycanthrope – +44 - What’s My Age Again? – blink-182                 |
| Bob Seger Track Pack - Get Out of Denver – Bob Seger - Her Strut – Bob Seger & the Silver Bullet Band - Old Time Rock and Roll – Bob Seger & the Silver Bullet Band | Bruce Springsteen Track Pack - My Lucky Day – Bruce Springsteen - Born to Run – Bruce Springsteen                                      | Eagles Track Pack - Life in the Fast Lane – Eagles - Frail Grasp on the Big Picture – Eagles - One of These Nights – Eagles  | Jimi Hendrix Track Pack - Fire (Live at Woodstock) – Jimi Hendrix - If 6 Was 9 – Jimi Hendrix - Little Wing – Jimi Hendrix                        |
| Nirvana Track Pack - Negative Creep – Nirvana - Sliver – Nirvana - You Know You’re Right – Nirvana                                                                  | Oasis Track Pack - Bag It Up – Oasis - The Shock of the Lightning – Oasis - Waiting for the Raptors – Oasis                            | R.E.M. Track Pack - Horse to Water – R.E.M. - Man-Sized Wreath – R.E.M. - Supernatural Superserious – R.E.M.                 | The Smashing Pumpkins Track Pack - 1979 – The Smashing Pumpkins - G.L.O.W. – The Smashing Pumpkins - The Everlasting Gaze – The Smashing Pumpkins |
| The Killers Track Pack - Human – The Killers - Losing Touch – The Killers - Mr. Brightside – The Killers                                                            | The Raconteurs Track Pack - Consoler of the Lonely – The Raconteurs - Hold Up – The Raconteurs - Salute Your Solution – The Raconteurs | Wings Track Pack - Hi Hi Hi – Wings - Jet – Wings - Junior’s Farm – Wings                                                    | |
| Boss Battle Track Pack - Guitar Duel with Ted Nugent (DLC) – Zakk Wylde - Guitar Duel with Zakk Wylde (DLC) – Ted Nugent                                            | Neversoft Track Pack - Anything – An Endless Sporadic - Electro Rock – Sworn                                                           | Rise Against Track Pack - Death Blossoms – Rise Against - Audience of One – Rise Against - Ready to Fall – Rise Against      | Ferret/Metal Blade Track Pack - On Broken Glass – Chimaira - Dez Moines – The Devil Wears Prada - Grave of Opportunity – Unearth                  |

| Metallica - All Nightmare Long – Metallica - Broken, Beat & Scarred – Metallica - Cyanide – Metallica - My Apocalypse – Metallica - Suicide & Redemption J.H. – Metallica – James Hetfield - Suicide & Redemption K.H. – Metallica – Kirk Hammett - That Was Just Your Life – Metallica - The Day That Never Comes – Metallica - The End of the Line – Metallica - The Judas Kiss – Metallica - The Unforgiven III – Metallica | Oasis - (Get Off Your) High Horse Lady – Oasis - Ain’t Got Nothin’ – Oasis - Falling Down – Oasis - I’m Outta Time – Oasis - Soldier On – Oasis - To Be Where There’s Life – Oasis - The Nature of Reality – Oasis - The Turning – Oasis | Andere Bands - Another Way to Die – Jack White & Alicia Keys - No Rain – Blind Melon |

### Guitar Hero 5
Der fünfte Teil der Serie ist im Gameplay bis auf kleine Änderungen identisch mit seinen Vorgängern. Neu ist, dass man seine Band nun individuell gestalten kann und nicht mehr angewiesen ist, diese mit Gitarrist, Bassist, Schlagzeuger und Sänger zu besetzen. Nun kann man zum Beispiel auch mit vier Gitarristen oder Sängern spielen.
Hinzugekommen sind auch verschiedene neue Mehrspieler-Modi, wie z. B. Momentum, bei diesem sich der Schwierigkeitsgrad stetig steigert, wenn man fehlerfrei spielt, oder fällt, wenn man mehrere Noten verfehlt.
Der Download Content von Guitar Hero 5 ist bis auf wenige Ausnahmen mit dem von Guitar Hero: World Tour kompatibel.
| 1. The 13th Rail - All Along the Watchtower – Bob Dylan - Feel Good Inc. – Gorillaz - Gamma Ray – Beck - In My Place – Coldplay - Song 2 – Blur - Sympathy for the Devil – The Rolling Stones - They Say – Scars on Broadway | 2. Club Boson - Blue Day – Darker My Love - Blue Orchid – The White Stripes - Gratitude – Beastie Boys - Hurts So Good – John Mellencamp - Only Happy When It Rains – Garbage - Sowing Seasons (Yeah) – Brand New - Steady, As She Goes – The Raconteurs | 3. Sideshow - Cigarettes, Wedding Bands – Band of Horses - Ex-Girlfriend – No Doubt - Fame – David Bowie - Play That Funky Music – Wild Cherry - Sex on Fire – Kings of Leon - Under Pressure – Queen und David Bowie - Woman from Tokyo ('99 Remix) – Deep Purple                                | 4. Angel’s Crypt - Comedown – Bush - Dancing with Myself – Billy Idol - Kryptonite – 3 Doors Down - Mirror People – Love and Rockets - Never Miss a Beat – Kaiser Chiefs - Send a Little Love Token – The Duke Spirit - Shout It Out Loud – Kiss | 5. O’Connell’s Corner - L.A. – Elliott Smith - Make It wit Chu – Queens of the Stone Age - Plug In Baby – Muse - Sultans of Swing – Dire Straits - Superstition – Stevie Wonder - You and Me – Attack! Attack! - You Give Love a Bad Name – Bon Jovi |
| 6. The Aqueduct - Bleed American – Jimmy Eat World - Hungry Like the Wolf – Duran Duran - Jailbreak – Thin Lizzy - Looks That Kill – Mötley Crüe - The Rock Show – Blink-182 - Why Bother – Weezer                           | 7. Guitarhenge - All the Pretty Faces – The Killers - Lithium (Live) – Nirvana - Lonely Is the Night – Billy Squier - Nearly Lost You – Screaming Trees - Smells Like Teen Spirit – Nirvana - Wannabe in L.A. – Eagles of Death Metal                    | 8. Neon Oasis - 20th Century Boy – T. Rex - A-Punk – Vampire Weekend - Bring the Noise 20XX – Public Enemy feat Zakk Wylde - Du Hast – Rammstein - Seven – Sunny Day Real Estate - What I Got – Sublime                                                                                           | 9. Electric Honky Tonk - Bullet with Butterfly Wings – The Smashing Pumpkins - Disconnected – Face to Face - One Big Holiday – My Morning Jacket - Ring of Fire – Johnny Cash - We’re an American Band – Grand Funk Railroad                     | 10. Calavera Square - Incinerate – Sonic Youth - Maiden, Mother & Crone – The Sword - No One to Depend On (Live) – Santana - Runnin' Down a Dream – Tom Petty - Wolf Like Me – TV on the Radio                                                       |
| 11. Cairo Bazaar - Back Round – Wolfmother - Medicate – AFI - Saturday Night’s Alright for Fighting – Elton John - Sneak Out – Rose Hill Drive - Younk Funk – The Derek Trucks Band                                          | 12. The Golden Gate - 2 Minutes to Midnight – Iron Maiden - American Girl – Tom Petty & the Heartbreakers - Brianstorm – Arctic Monkeys - Deadbolt – Thrice - Judith – A Perfect Circle - Six Days a Week – The Bronx                                    | 13. Fjord of Swords - Demon(s) – Darkest Hour - Done with Everything, Die for Nothing – Children of Bodom - Do You Feel Like We Do? (Live) – Peter Frampton - Lust for Life (Live) – Iggy Pop - Scatterbrain (Live) – Jeff Beck - The Spirit of Radio (Live) – Rush - Sweating Bullets – Megadeth | 14. Hypersphere - 21st Century Schizoid Man – King Crimson | |

### Guitar Hero 6: Warriors of Rock
In Guitar Hero 6: Warriors of Rock liegt der Fokus – wie schon bei Guitar Hero 3: Legends of Rock – wieder auf Gitarren-lastigeren Songs. Mit in der Songliste enthalten sind unter anderem Songs von Kiss, Def Leppard, DragonForce, Metallica, Muse, Slayer und Rammstein. Damit hebt sich Guitar Hero 6 von seinem Vorgänger, Guitar Hero 5, deutlich ab, welcher eine möglichst große Zielgruppe mit massentauglicheren Songs anzusprechen versuchte. In Guitar Hero 6 wurde das Spielprinzip in der Karriere um Zusatzkräfte, die extrem hohe Punkteausbeuten oder mehr Schutz vor dem Scheitern ermöglichen, erweitert. Der Spieler durchläuft dabei die Geschichte von 8 Charakteren, die jeweils eine dieser speziellen Fertigkeiten besitzen und einem weitergefassten Musikgenre zugeordnet sind. Im späteren Spielverlauf können die Zusatzkräfte auch kombiniert werden. Ferner erzählt Guitar Hero 6 eine Geschichte von Mythen und Dämonen. Der Spieler muss als letzten Song einen Kampf gegen eine Kreatur aus Metall kämpfen, um den Gott des Rocks aus seinem Grab zu befreien. Man kann 2 Teams aus allen 8 Charakteren wählen, um deren Kräfte zu kombinieren. Sobald der Gott befreit wurde, muss man mit diesem die Bestie zähmen und hat alle Kräfte vereint.
| - The Outsider – A Perfect Circle - Cryin’ – Aerosmith - Dancing Through Sunday – AFI - No More Mr. Nice Guy – Alice Cooper - Ties That Bind – Alter Bridge - The Feel Good Drag – Anberlin - Indians – Anthrax - Nemesis – Arch Enemy - Ravenous – Atreyu - Bat Country – Avenged Sevenfold - Re-Ignition (Live) – Bad Brains - I Know What I Am – Band of Skulls - Children of the Grave – Black Sabbath - Tones of Home – Blind Melon - Burnin' for You – Blue Öyster Cult - Machinehead – Bush - What Do I Get? – Buzzcocks - If You Want Peace… Prepare for War – Children of Bodom - Fortunate Son – Creedence Clearwater Revival - Burn – Deep Purple - Pour Some Sugar on Me (Live) – Def Leppard - Bloodlines – Dethklok - Money for Nothing – Dire Straits - Fury of the Storm – DragonForce - Bodies – Drowning Pool - Free Ride – Edgar Winter Group - Dance, Dance – Fall Out Boy - Hard to See – Five Finger Death Punch - Again – Flyleaf - No Way Back – Foo Fighters - Fells Like the First Time – Foreigner - Move It on Over (Live) – George Thorogood - Slow Hands – Interpol - Been Caught Stealing – Jane’s Addiction - Aqualung – Jethro Tull - Black Widow of La Porte – John 5 featuring Jim Root - Love Gun – Kiss - Bleed It Out – Linkin Park - Call Me the Breeze (Live) – Lynyrd Skynyrd - Sudden Death – Megadeth - Holy Wars the Punishment Due – Megadeth - Sudden Death – Megadeth - This Day We Fight! – Megadeth - Paranoid (Live) – Metallica & Ozzy Osbourne - Uprising – Muse - I’m Not Okay (I Promise) – My Chemical Romance | - Rockin' in the Free World – Neil Young - How You Remind Me – Nickelback - (You Can Still) Rock in America – Night Ranger - Wish – Nine Inch Nails - Suffocated – Orianthi - I’m Broken Pantera - Lasso – Phoenix - Unskinny Bop – Poison - Bohemian Rhapsody – Queen - Jet City Woman – Queensrÿche - Waidmanns Heil – Rammstein - Losing My Religion – R.E.M. - Lunatic Fringe – Red Rider - Savior – Rise Against - 2112 Pt. 1 – Overture – Rush - 2112 Pt. 2 – The Temples of Syrinx – Rush - 2112 Pt. 3 – Discovery – Rush - 2112 Pt. 4 – Presentation – Rush - 2112 Pt. 5 – Oracle: The Dream – Rush - 2112 Pt. 6 – Soliloquy – Rush - 2112 Pt. 7 – Grand Finale – Rush (2112) - It’s Only Another Parasection – RX Bandits - There’s No Secrets This Year – Silversun Pickups - Ghost – Slash featuring Ian Astbury - Chemical Warfare – Slayer - Psychosocial – Slipknot - Deadfall – Snot - Black Rain – Soundgarden - Speeding – Steve Vai - Interstate Love Song – Stone Temple Pilots - Calling – Strung Out - Renegade – Styx - Motivation – Sum 41 - Modern Day Cowboy – Tesla - Fascination Street – The Cure - Setting Fire to Sleeping Giants – The Dillinger Escape Plan - Tick Tick Boom – The Hives - Self Esteem – The Offspring - Theme from Spider-Man – The Ramones - Stray Cat Blues – The Rolling Stones - Cherry Bomb – The Runaways - Get Free – The Vines - Seven Nation Army – The White Stripes - Scumbag Blues – Them Crooked Vultures - Graduate – Third Eye Blind - Listen to Her Heart – Tom Petty & the Heartbreakers - We’re Not Gonna Take it – Twisted Sister - Sharp Dressed Man (Live) – ZZ Top |

## Ableger

### Guitar Hero: Rocks the 80s
Das letzte noch von Harmonix entwickelte Spiel war Guitar Hero: Rocks the 80s, das im Sommer 2007 erschien.
| 1. Opening Licks - (Bang Your Head) Metal Health – Quiet Riot - We Got the Beat – The Go-Go’s - I Ran (So Far Away) – A Flock of Seagulls - Balls to the Wall – Accept - 18 and Life – Skid Row | 2. Amp-Warmers - No One Like You – Scorpions - Shakin – Eddie Money - Heat of the Moment – Asia - Radar Love – White Lion - Because, It’s Midnite – Limozeen                     | 3. String Snappers - Holy Diver – Dio - Turning Japanese – The Vapors - Hold on Loosely – 38 Special - The Warrior – Scandal - I Wanna Rock – Twisted Sister |
| 4. Return of the Shred - What I Like About You – The Romantics - Synchronicity II – The Police - Ballroom Blitz – Krokus - Only a Lad – Oingo Boingo - Round and Round – Ratt                   | 5. Relentless Riffs - Ain’t Nothin’ but a Good Time – Poison - Lonely Is the Night – Billy Squier - Bathroom Wall – Faster Pussycat - Los Angeles – X - Wrathchild – Iron Maiden | 6. Furious Fretwork - Electric Eye – Judas Priest - Police Truck – Dead Kennedys - Seventeen – Winger - Caught in a Mosh – Anthrax - Play with Me – Extreme  |

### Guitar Hero: Aerosmith
Dieses Spiel richtet sich hauptsächlich an Fans der Band Aerosmith, 30 seiner insgesamt 41 Lieder stammen von der Gruppe. Die restlichen elf Songs wurden von Aerosmith ausgewählt, darunter Interpreten wie RUN D.M.C., Lenny Kravitz oder Stone Temple Pilots. Das Gameplay wurde von dem dritten Teil der Hauptserie übernommen und an die Titelliste angepasst. Die Band hat mittlerweile mehr Einnahmen aus den Verkäufen des Spieles erzielen können als mit dem Erlös eines ihrer Alben.
| 1. Nipmuc High School - The Dream Police – Cheap Trick - All the Young Dudes – Mott the Hoople - Make It – Aerosmith - Uncle Salty – Aerosmith - Draw the Line – Aerosmith | 2. Max’s Kansas City - I Hate Myself for Loving You – Joan Jett & the Blackhearts - All Day and All of the Night – The Kinks - No Surprize – Aerosmith - Movin' Out – Aerosmith - Sweet Emotion – Aerosmith | 3. Orpheum Theatre of Boston - Complete Control – The Clash - Personality Crisis – New York Dolls - Livin' on the Edge – Aerosmith - Rag Doll – Aerosmith - Love in an Elevator – Aerosmith                                                            |
| 4. Venue: Moscow - She Sells Sanctuary – The Cult - King of Rock – Run-D.M.C. - Nobody’s Fault – Aerosmith - Bright Light Fright – Aerosmith - Walk This Way – Aerosmith ft. Run-D.M.C | 5. Venue: Half Time Show - Hard to Handle – Black Crowes - Always on the Run – Lenny Kravitz - Back in the Saddle – Aerosmith - Beyond Beautiful – Aerosmith - Dream On – Aerosmith                         | 6. Rock and Roll Hall of Fame - Cat Scratch Fever – Ted Nugent - Sex Type Thing – Stone Temple Pilots - Gitarrenschlacht gegen Joe Perry – Joe Perry Project - Mama Kin – Aerosmith - Toys in the Attic – Aerosmith - Train Kept A-Rollin’ – Aerosmith |
| 7. The Vault - Walk This Way – Aerosmith - Rats in the Cellar – Aerosmith - King and Queens – Aerosmith - Combination – Aerosmith - Pink – Aerosmith - Pandora’s Box – Aerosmith - Let the Music Do the Talkin – Aerosmith - Shakin' My Cage – Joe Perry Project - Talk Talkin – Joe Perry Project - Mercy – Joe Perry Project - Joe Perrys Gitarrenschlacht – Joe Perry Project | | |

### Guitar Hero: On Tour

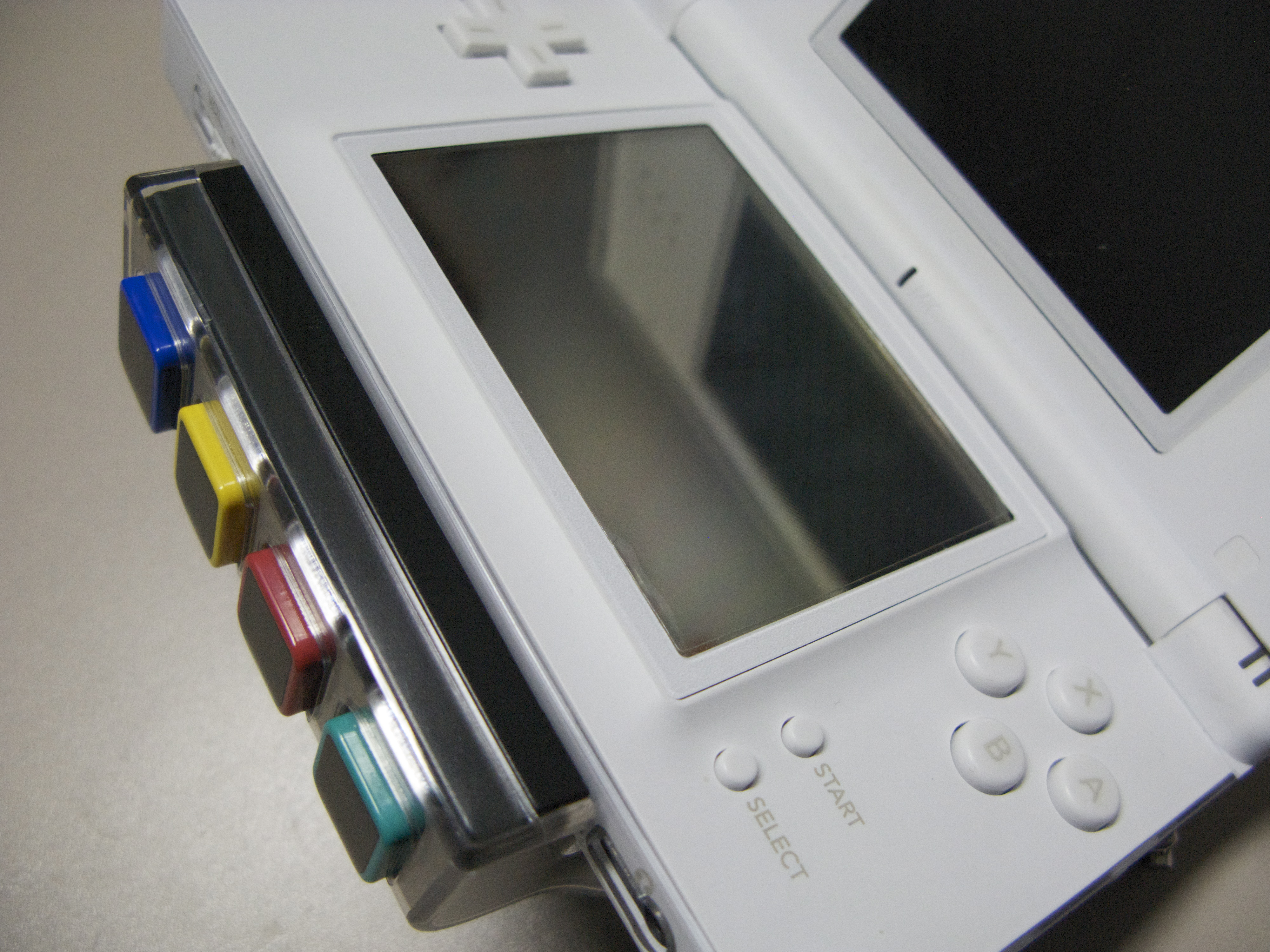
Guitar Hero: On Tour an einem Nintendo DS Lite

Der Ableger für den Nintendo DS hat das Gameplay des dritten Teils der Hauptserie weitergeführt. Als Ersatz für einen Gitarrencontroller wurde das Spiel mit einem speziellen Gitarren-Modul, das in den Game-Boy-Advance-Schacht geschoben werden musste, sowie einem Plektrum für den Touchscreen ausgeliefert. Statt fünf Anschlagstasten werden hier nur vier verwendet.
Guitar Hero: On Tour erhielt von der Fachpresse durchschnittliche mittelmäßige Bewertungen, wobei oft der Mehrspielerpart gelobt und die Peripherie „Guitar Grip“ kritisiert wurde. Die Spieleplattform gamona.de urteilt: „Der ausgereifte Mehrspieler-Part ist ganz klar die größte Stärke der portablen Klampferei. Der Spielspaß leidet jedoch unter der, zugegeben auch technisch bedingten, mangelnden Soundqualität.“ (Wertung: 77 %). Mit 66 % gewertet hat Gamecaptain.de: „Das Guitar Grip ist kein gleichwertiger Ersatz, obwohl es schon in die richtige Richtung geht.“. Allerdings bewertete IGN.com das Spiel mit 9 von 10 Punkten, was „outstanding“ (engl. herausragend) entspricht, und vergab den „IGN.com Editor’s Choice Award“.
| 1. Subway/U-Bahn - Do What You Want – OK Go - All the Small Things – Blink-182 - Spiderwebs – No Doubt - Are You Gonna Be My Girl – Jet - We’re Not Gonna Take It – Twisted Sister                         | 2. Rooftop/Dach - All Star – Smash Mouth - Breed – Nirvana - Jessie’s Girl – Rick Springfield - Hit Me with Your Best Shot – Pat Benatar - This Love – Maroon 5                                          | 3. Parade/Parade - Heaven – Los Lonely Boys - Helicopter – Bloc Party - China Grove – The Doobie Brothers - Rock and Roll All Nite – Kiss (cover) - What I Want – Daughtry |
| 4. Greek Arena/Griechische Arena - Jet Airliner – Steve Miller Band - Black Magic Woman – Santana (cover) - Stray Cat Strut – Stray Cats - La Grange – ZZ Top (cover) - Youth Gone Wild – Skid Row (cover) | 5. Battleship/Schlachtschiff - I Don’t Wanna Stop – Ozzy Osbourne - Anna Molly – Incubus - Knock Me Down – Red Hot Chili Peppers - Pride and Joy – Stevie Ray Vaughan - I Know a Little – Lynyrd Skynyrd | Bonustrack - I Am Not Your Gameboy – Freezepop |

In den nicht englischsprachigen Versionen sind die Lieder von Rick Springfield, Los Lonely Boys, The Doobie Brothers, Steve Miller Band und Daughtry durch folgende ersetzt worden:
- Avalancha – Héroes del Silencio
- Ça Me Vexe – Mademoiselle K
- Monster – Beatsteaks
- Monsoon – Tokio Hotel
- Rock the Night – Europe

### Guitar Hero: On Tour Decades
Guitar Hero: On Tour Decades ist das zweite Guitar-Hero-Spiel für den Nintendo DS.
Es wird auch mit dem Guitar Grip gespielt und hat im Vergleich zu Guitar Hero: On Tour andere und neuere Lieder, zudem auch noch eine leicht verbesserte Grafik.
| Moderne: - The Take Over, The Breaks Over – Fall Out Boy - Diventerai Una Star – Finley - Estrella Polar – Pereza - „Dirty Little Secret“ – The All-American Rejects - Ready, Set, Go! – Tokio Hotel - The Pretender – Foo Fighters - Crushcrushcrush – Paramore | 2000er: - One Step Closer – Linkin Park - Everything Is Everything – Phoenix - The Middle – Jimmy Eat World - You Can’t Stop Me – Guano Apes - Remedy – Seether - Can’t Stop – Red Hot Chili Peppers | 90er: - Buddy Holly – Weezer - Are You Gonna Go My Way – Lenny Kravitz - No Rain – Blind Melon - „Volcano Girls“ – Veruca Salt - Some Might Say – Oasis - Down – Stone Temple Pilots |
| 80er: - Eye of the Tiger – Survivor - The One I Love – R.E.M. - „I Can’t Drive 55“ – Sammy Hagar - La Bamba – Los Lobos - You Give Love a Bad Name – Bon Jovi - Satch Boogie – Joe Satriani - „Any Way You Want It“ – Journey                                    | 70er: - We Are the Champions – Queen - All Right Now – Free - One Way or Another – Blondie - Free Ride – Edgar Winter Group - Sweet Home Alabama – Lynyrd Skynyrd                                    | Bonus: - I Believe in a Thing Called Love – The Darkness - Smooth Criminal – Alien Ant Farm - Tarantula – The Smashing Pumpkins                                                      |

### Guitar Hero: Metallica
Guitar Hero: Metallica richtet sich hauptsächlich an Fans der Band Metallica und deren Musikrichtung, Metal. Das Spiel bringt 28 (31 bei der Wii und PS2-Version) Metallica Songs und 21 speziell von Metallica ausgewählte Songs von anderen Künstlern, darunter auch Bands wie Judas Priest, Slayer, System of a Down und Mastodon mit sich.
Das Spiel an sich bringt ein etwas überarbeitetes Design hingegen zu dem Vorgänger Guitar Hero World Tour und einen neuen Schwierigkeitsgrad für das Schlagzeug. Bei dem Großteil der Lieder kann dieser Schwierigkeitsgrad, „Profi+“, ausgewählt werden, um mit einem zweiten Kick Pedal (separat erhältlich) auch originale Double-Bass-Parts nachspielen zu können.
Sowohl die Band selbst als auch die Gaststars King Diamond von Mercyful Fate und Lemmy Kilmister von Motörhead sind spielbare Charaktere.
| 1. The Forum - For Whom the Bell Tolls – Metallica - The Unforgiven – Metallica | 2. Tushino Air Field - Demon Cleaner – Kyuss - Mother of Mercy – Samhain - No Excuses – Alice in Chains - Tuesdays Gone – Lynyrd Skynyrd - Turn the Page – Bob Seger and the Silver Bullet Band                                                                 | 3. Metallica at Tushino - Enter Sandman – Metallica - King Nothing – Metallica - No Leaf Clover – Metallica - Nothing Else Matters – Metallica - Sad but True – Metallica                                                                               | 4. Hammersmith Apollo - Albatross – Corrosion of Conformity - Armed and Ready – Michael Schenker Group - Stacked Actors – Foo Fighters - Fade to Black – Metallica - Orion – Metallica - Welcome Home (Sanitarium) – Metallica - The Boys Are Back in Town – Thin Lizzy - The Memory Remains – Metallica - Toxicity – System of a Down - Wherever I May Roam – Metallica |
| 5. Damaged Justice Tour - Ace of Spades – Motörhead - All Nightmare Long – Metallica - The Black River – The Sword - Frantic – Metallica - Fuel – Metallica - Hell Bent for Leather – Judas Priest - Hit the Lights – Metallica - Mommy’s Little Monster – Social Distortion - One – Metallica - War Inside My Head – Suicidal Tendencies | 6. The Meadowlands - Am I Evil? – Diamond Head - Battery – Metallica - Blood and Thunder – Mastodon - Creeping Death – Metallica - Master of Puppets – Metallica - Mercyful Fate (Medley) – Metallica - Seek and Destroy – Metallica - Stone Cold Crazy – Queen | 7. Donington Park - Beautiful Mourning – Machine Head - Disposable Heroes – Metallica - Dyers Eve – Metallica - Evil – Mercyful Fate - Fight Fire with Fire – Metallica - The Shortest Straw – Metallica - War Ensemble – Slayer - Whiplash – Metallica | 8. The Ice Cave - The Thing That Should Not Be – Metallica |
| 9. The Stone Nightclub - Broken, Beat & Scarred – Metallica - Cyanide – Metallica - My Apocalypse – Metallica | | | |

### Guitar Hero: Greatest Hits (Smash Hits)
In diesem Spiel sind die größten und beliebtesten Hits aus den vorherigen Spielen Guitar Hero I, Guitar Hero II, Guitar Hero III, Guitar Hero Aerosmith und Guitar Hero 80s in einem Spiel zusammengefasst. Außerdem kann man hierbei alle Lieder, die man vorher nur mit Gitarre spielen konnte nun auch zusammen mit Freunden oder über das Internet (z. B. Xbox Live) mit anderen Spielern als Band spielen.
| Guitar Hero I - Godzilla – Blue Öyster Cult - More Than a Feeling – Boston - Smoke on the Water – Deep Purple - Take Me Out – Franz Ferdinand - Unsung (Live) – Helmet (Band) - I Love Rock N' Roll – Joan Jett & The Blackhearts - Bark at the Moon – Ozzy Osbourne - Cowboys from Hell (Live) – Pantera - Killer Queen – Queen - No One Knows – Queens of the Stone Age - Take It Off – The Donnas - Hey You – The Exies - Thunder Kiss '65 – White Zombie | Guitar Hero II - The Trooper – Iron Maiden - Carry On Wayward Son – Kansas - Laid to Rest – Lamb of God - Free Bird – Lynyrd Skynyrd - Shout at the Devil – Mötley Crüe - Heart-Shaped Box – Nirvana - Killing in the Name – Rage Against the Machine - Psychobilly Freakout – Reverend Horton Heat - YYZ – Rush - Trippin' on a Hole in a Paper Heart – Stone Temple Pilots - Message in a Bottle – The Police - Freya – The Sword - Cherry Pie – Warrant - Woman – Wolfmother - Beast and the Harlot – Avenged Sevenfold | Guitar Hero III - Miss Murder – AFI - Through the Fire and Flames – DragonForce - Barracuda – Heart - Rock and Roll All Nite – Kiss - Cult of Personality – Living Colour - Hit Me with Your Best Shot – Pat Benatar - Lay Down – Priestess - Raining Blood – Slayer | Guitar Hero 80s - Caught in a Mosh – Anthrax - Play with Me – Extreme - Electric Eye – Judas Priest - Nothin' but a Good Time – Poison - Round and Round – Ratt - I Wanna Rock – Twisted Sister | Guitar Hero: Aerosmith - Back in the Saddle – Aerosmith |

### Band Hero
Band Hero ist ein Ableger der Guitar Hero Reihe. In diesem Spiel sind hauptsächlich Songs des Genre Pop-Rock vorhanden. Erstmals auftretend (zeitgleich zu Guitar Hero 5) kann eine Band aus beispielsweise 4 Gitarren, 4 Sängern etc. bestehen. Im Story-Modus trifft man auf Stars der aktuellen Szene (z. B. Taylor Swift). Der Großteil der schwierigen Gitarren-Lieder bei Band Hero erreicht eine Intensität von 5/10, lediglich das Schlagzeug ist in vielen Songs anspruchsvoller.
Am 20. März 2014 haben die Entwickler mitgeteilt, dass die kostenpflichtigen Zusatz-Inhalte aus sämtlichen Online-Stores entfernt und somit nicht mehr erwerbbar sind. Bereits gekaufte Inhalte können weiterhin benutzt werden und sind von dieser Änderung nicht betroffen.
- 3 Doors Down – When I’m Gone
- The Airborne Toxic Event – Gasoline
- The All-American Rejects – Dirty Little Secret
- Alphabeat – Fascination
- Aly & AJ – Like Whoa
- Angels & Airwaves – The Adventure
- Ben Harper and the Innocent Criminals – Steal My Kisses
- Big Country – In a Big Country
- The Bravery – Believe
- Carl Douglas – Kung Fu Fighting
- Cheap Trick – I Want You to Want Me (Live)
- Cold War Kids – Hang Me Up to Dry
- Corinne Bailey Rae – Put Your Records On
- Counting Crows – Angels of the Silences
- Culture Club – Do You Really Want to Hurt Me
- Dashboard Confessional – Hands Down
- David Bowie – Let’s Dance
- Devo – Whip It
- Don McLean – American Pie
- Duffy – Warwick Avenue
- Duran Duran – Rio
- Evanescence – Bring Me to Life
- Everclear – Santa Monica
- Fall Out Boy – Sugar, We’re Going Down
- Filter – Take a Picture
- Finger Eleven – Paralyzer
- The Go-Go’s – Our Lips Are Sealed
- Hilary Duff – So Yesterday
- Hinder – Lips of an Angel
- The Jackson Five – ABC
- Janet Jackson – Black Cat
- Jesse McCartney – Beautiful Soul
- Joan Jett – Bad Reputation
- Joss Stone – You Had Me
- Katrina and the Waves – Walking on Sunshine
- The Kooks – Naive
- KT Tunstall – Black Horse and the Cherry Tree
- The Last Goodnight – Pictures of You
- Lily Allen – Take What You Take
- Maroon 5 – She Will Be Loved
- Marvin Gaye – I Heard It Through the Grapevine
- The Mighty Mighty Bosstones – Impression That I Get
- N.E.R.D – Rockstar
- Nelly Furtado – Turn Off the Light
- No Doubt – Don’t Speak
- No Doubt – Just a Girl
- OK Go – A Million Ways
- Papa Roach – Lifeline
- Parachute – Back Again
- Pat Benatar – Love Is a Battlefield
- Poison – Every Rose Has It Thorns
- Robbie Williams & Kylie Minogue – Kids
- The Rolling Stones – Honky Tonk Women
- Roy Orbison – Oh, Pretty Woman
- Santigold – L.E.S. Aristes
- Snow Patrol – Take Back the City
- Spice Girls – Wannabe
- Styx – Mr. Roboto
- Taylor Swift – Picture to Burn
- Taylor Swift – Love Story
- Taylor Swift – You Belong with Me
- Tonic – If You Could Only See
- The Turtles – Happy Together
- Village People – Y.M.C.A.
- Yellowcard – Ocean Avenue

### Guitar Hero: Van Halen
| Van Halen - Ain’t Talkin’ ’Bout Love – Van Halen - Jump – Van Halen - Panama – Van Halen - You Really Got Me – Van Halen - And the Cradle Will Rock… – Van Halen - Unchained – Van Halen - Atomic Punk – Van Halen - Somebody Get Me a Doctor – Van Halen - Everybody Wants Some !! – Van Halen - Runnin’ with the Devil – Van Halen - Little Guitars – Van Halen - Spanish Fly – Van Halen - Cathedral – Van Halen - Eruption – Van Halen | andere Interpreten - Come to Life – Alter Bridge - Dope Nose – Weezer - I Want It All – Queen - Semi-Charmed Life – Third Eye Blind - The Takedown – Yellowcard - The End of Heartache – Killswitch Engage - Sick, Sick, Sick – Queens of the Stone Age - Toxicity – System of a Down - First Date – Blink-182 - Pain – Jimmy Eat World |

## Sonstiges
- Anfang 2007 wurde der Spielentwickler und Publisher RedOctane, der die Rechte an der Spieleserie besaß, von Activision aufgekauft. Die Entwicklung neuer Guitar-Hero-Spiele wurde ab 2007 nun an das Activision-Entwicklerstudio Neversoft übertragen, Neversoft ist durch die Tony-Hawk-Skateboardspiele bekannt geworden. Harmonix arbeitete fortan an dem ähnlichen konzipierten Spiel namens Rock Band, das im Sommer 2008 unter dem Vertrieb von Electronic Arts erschien.
- Die populäre US-amerikanische Trickserie South Park persifliert Guitar Hero. Die Folge Guitar Queer-o aus der elften Staffel beinhaltet diese Persiflage bzw. Parodie, bei der Verhaltensweisen von Videospielern und Möchtegern-Rockstars durch den Kakao gezogen werden.
- Im Film All Inclusive besiegt Dave, der verheimlicht, dass er an der Produktion des Spiels beteiligt war, den Hotelangestellten Sctanley in einem Guitar Hero Duell. Nicht ganz so stark wie in der South-Park-Persiflage wird auch hier der übertriebene Ernst mancher Fans des Spieles karikiert.
- Der kreative Tüftler Toni Westbrook erschuf eine Guitar-Hero-Variante für den bis heute äußerst populären Heimcomputer Commodore 64. Bei diesem Shredz64 genannten Spiel nutzt man den Original-Guitar-Hero-Gitarrencontroller, verbunden mit dem C64, und spielt populäre Melodien aus C64-Spielen nach, die in entsprechender 8-Bit-Optik dargestellt und dem MOS Technology SID des Heimcomputers umgesetzt werden.[21][22]
- Für die Commodore Amiga Heimcomputerserie gibt es eine Variante namens „Tracker Hero“, welches am Amiga wahlweise über Tastatur, CD32-Pad oder Guitar Hero-Controller via PSX64-Adapter oder dem „PSX2Amiga“-Adapter für Amiga gespielt werden kann. Als Musikdateien kommen hier sog. MOD-Dateien zum Einsatz.[23]
- Die Universal Music Group nutzt die Guitar-Hero-Serie bereits aktiv zur weltweiten Vermarktung der eigenen Musik.
- In der britischen „Gamer’s Edition“ des Guinness-Buchs der Rekorde wurde ein erstmaliger Rekord im Guitar Hero-Dauerspielen von 72 Stunden und 17 Minuten aufgestellt.[24]

## Gitarrencontroller
Die unterschiedlichen Versionen der einzelnen Ausgaben von Guitar Hero bringen unterschiedliche Gitarrencontroller mit.
| Spiel                           | Plattform                                   | Erscheinungsdatum  | Gitarrencontroller        |
| ------------------------------- | ------------------------------------------- | ------------------ | ------------------------- |
| Guitar Hero                     | PlayStation 2                               | 7. April 2006      | Gibson SG (in schwarz)    |
| Guitar Hero 2                   | Playstation 2                               | 30. November 2006  | Gibson SG (in rot)        |
| Guitar Hero 2                   | Xbox 360                                    | 6. April 2007      | Gibson Explorer (in weiß) |
| Guitar Hero 3: Legends of Rock  | Playstation 2                               | 22. November 2007  | Kramer Striker (kabellos) |
| Guitar Hero 3: Legends of Rock  | Xbox 360                                    | 22. November 2007  | Gibson Les Paul           |
| Guitar Hero 3: Legends of Rock  | PlayStation 3                               | 22. November 2007  | Gibson Les Paul           |
| Guitar Hero 3: Legends of Rock  | Wii                                         | 22. November 2007  | Gibson Les Paul (in weiß) |
| Guitar Hero 3: Legends of Rock  | Windows/Mac                                 | 30. November 2007  | Gibson Explorer           |
| Guitar Hero: On Tour            | Nintendo DS                                 | 17. Juli 2008      | Guitar Grip + Plektrum    |
| Guitar Hero: On Tour – Decades  | Nintendo DS                                 | 5. November 2008   | Guitar Grip + Plektrum    |
| Guitar Hero World Tour          | Wii; Xbox 360; Playstation 2; PlayStation 3 | 21. September 2008 | Fender Stratocaster       |
| Guitar Hero 5                   | Wii; Xbox 360; Playstation 2; PlayStation 3 | 11. September 2009 | Fender Stratocaster       |
| Guitar Hero 6: Warriors of Rock | Wii; Xbox 360; PlayStation 3                | 24. September 2010 | Hauseigenes Modell        |

## Chronologie
| Erscheinungsdatum  | Erscheinungsdatum  | Titel                            | Entwickler und Plattform                                                                           |
| USA                | Europa             | Titel                            | Entwickler und Plattform                                                                           |
| ------------------ | ------------------ | -------------------------------- | -------------------------------------------------------------------------------------------------- |
| Hauptserie         |                    |                                  | |
| 8. November 2005   | 7. April 2006      | Guitar Hero                      | Harmonix Music Systems (PS2)                                                                       |
| 7. November 2006   | 30. November 2006  | Guitar Hero II                   | Harmonix Music Systems (PS2)                                                                       |
| 3. April 2007      | 6. April 2007      | Guitar Hero II                   | Neversoft (X360)                                                                                   |
| 29. Oktober 2007   | 22. November 2007  | Guitar Hero III: Legends of Rock | Budcat Creations (PS2), Neversoft (PS3, X360), Vicarious Visions (Wii)                             |
| 30. November 2007  | 22. November 2007  | Guitar Hero III: Legends of Rock | Aspyr Media (Windows, Mac)                                                                         |
| 28. Oktober 2008   | 20. November 2008  | Guitar Hero: World Tour          | Budcat Creations (PS2), Neversoft (PS3, X360), Vicarious Visions (Wii)                             |
| 1. September 2009  | 11. September 2009 | Guitar Hero 5                    | Budcat Creations (PS2), Neversoft (PS3, X360), Vicarious Visions (Wii)                             |
| 24. September 2010 | September 2010     | Guitar Hero: Warriors of Rock    | Neversoft (PS3, X360), Vicarious Visions (Wii)                                                     |
| 20. Oktober 2015   | Herbst 2015        | Guitar Hero – Live               | Freestyle Games (PS3, Xbox One, X360, PS4, Wii U, iOS)                                             |
| Ableger            |                    |                                  | |
| 24. Juli 2007      | 16. August 2007    | Guitar Hero: Rocks the 80s       | Harmonix Music Systems (PS2)                                                                       |
| 29. Juni 2008      | 27. Juni 2008      | Guitar Hero: Aerosmith           | Budcat Creations (PS2), Neversoft (PS3, X360), Vicarious Visions (Wii), Aspyr Media (Windows, Mac) |
| 29. März 2009      | 22. Mai 2009       | Guitar Hero: Metallica           | Budcat Creations (PS2), Neversoft (PS3, X360), Vicarious Visions (Wii)                             |
| 16. Juni 2009      | 26. Juni 2009      | Guitar Hero: Smash Hits          | Budcat Creations (PS2), Neversoft (PS3, X360), Vicarious Visions (Wii)                             |
| November 2009      | November 2009      | Band Hero                        | Budcat Creations (PS2), Neversoft (PS3, X360), Vicarious Visions (Wii)                             |
| Tragbare Spiele    |                    |                                  | |
| 2007               | Unbekannt          | Guitar Hero Carabiner            | Basic Fun, Inc.                                                                                    |
| 2007               | Unbekannt          | Guitar Hero III Mobile           | Machineworks Northwest (Mobiltelefon)                                                              |
| 22. Juni 2008      | 17. Juli 2008      | Guitar Hero: On Tour             | Vicarious Visions (NDS)                                                                            |
| Juli 2008          | Unbekannt          | Guitar Hero III Backstage Pass   | Machineworks Northwest (Mobiltelefon, Handheld)                                                    |
| 16. November 2008  | 13. November 2008  | Guitar Hero On Tour: Decades     | Vicarious Visions (NDS)                                                                            |
| 2008               | Unbekannt          | Guitar Hero World Tour Mobile    | Machineworks Northwest (Mobiltelefon)                                                              |
| 9. Juni 2009       | 2009 (angenommen)  | Guitar Hero On Tour: Modern Hits | Vicarious Visions (NDS)                                                                            |
| Arcade-Spiele      |                    |                                  | |
| 2009               | Unbekannt          | Guitar Hero Arcade               | Raw Thrills                                                                                        |

## Trivia
In Fruit Ninja 2 gibt es einen an Guitar Hero angelehnten Spielmodus unter dem Namen Fruitar Hero.